# Philippe Antoine Jacob de Cordemoy
Pour les articles homonymes, voir Jacob (homonymie) et Famille Jacob de Cordemoy.
Philippe-Antoine Jacob de Cordemoy ou de Cordemoi, né le 12 août 1735 à Bouillon et mort le 7 octobre 1820 à l'île Maurice, est un général de la Révolution et de l'Empire qui effectue la majorité de sa carrière aux Mascareignes.

## Biographie
Philippe-Antoine Jacob de Cordemoy nait en 1735 dans la capitale du duché de Bouillon, au sein d'une famille de militaires.
Il participe au sein du régiment de Bouillon à la guerre de Sept Ans et s'illustre à la bataille de Clostercamp. Il demande ensuite à servir aux colonies et est affecté en décembre 1767 à la légion de l'île de France. Remarqué par le gouverneur Desroches et apprécié de ses supérieurs, il gravit les échelons hiérarchiques à l'île de France puis à l'île Bourbon et part en 1785 à Pondichéry.
Lieutenant-colonel le 10 juillet 1792, puis chef-de-brigade le 1er août de l'année suivante, Jacob est fait commandant de l'île de La Réunion le 19 octobre  1795.
Deux agents envoyés par le Directoire viennent à Bourbon pour s'assurer de la mise en application du Décret d'abolition de l'esclavage du 4 février 1794 car depuis août, la traite est officiellement suspendue sous peines sévères. Ils seront renvoyés de l'île en juin 1796. La situation économique de l'île se dégrade.
À la suite de la prise de pouvoir du général Bonaparte, 2 membres du Directoire, pro-royaliste, sont envoyés à Bourbon en février 1798. De crainte que l'Assemblée coloniale s'allie aux Anglais et à la suite d'une sanction annoncée pour cause de retards de paiements des contribuables, une insurrection, appelée l'Insurrection du Sud, se met en place en mars. En avril, Jacob de Cordemoy parvient à mater, en évitant le massacre des insurgés, la rébellion jacobine dont se distinguent l'ancien sergent Alexandre Belleville et le Père Jean Lafosse.
En février 1799 a lieu une tentative de renversement de l'Assemblée Coloniale. L'ordre sera rétabli mais entraînera d'importantes mesures de répression et les principaux responsables sont déportés à Madagascar.
Par crainte de l'application du décret, un troisième complot démarre depuis Saint-André. Jacob de Cordemoy arbitre les conflits entre les royalistes modérés et les ultras qui souhaitent le rattachement au Royaume-Uni. Le complot échouera grâce à la garde nationale.
Général de brigade depuis le 18 mai 1796, il accueille favorablement le Consulat à vie ainsi que la paix d'Amiens. Cependant, lorsque le général Decaen, nouveau capitaine général des Indes, arrive à la Réunion le 15  août  1803, il relève le général Jacob de son commandement et le remplace par le général Magallon-Morlière, en raison de son âge de ses sympathies royalistes.
Retiré sur l'île de France voisine, il est sorti de sa retraite lors de l'attaque anglaise du 21 juillet 1810, où Decaen lui confie le commandement de Port-Louis. Il reste sur l'île après sa conquête par les Britanniques et y meurt le 7 octobre 1820.

### Union et descendance
Marié le 5 septembre 1782 à Jeanne Louise Valentin de Serpe, à Saint-Benoît (La Réunion), il a deux enfants :
- Jean-Marie Philippe, né en 1783
- Louise Antoinette, née en 1786

## Distinctions
Philippe-Antoine Jacob de Cordemoy est fait chevalier de Saint-Louis en 1777.
Le 19  juillet  1804, le général Jacob est fait membre de la Légion d'honneur.